# Dennis Gün
Dennis Mehmet Gün (* 1956 in Istanbul; † 25. Februar 2014 in Berlin) war ein türkisch-österreichischer Künstler für Leinwandmalerei sowie für Video- und Klangkunst.

## Leben
Dennis Gün wurde 1956 als Sohn eines Opernregisseurs und einer Opernsängerin geboren und wuchs in Istanbul und in Wien auf. Sein Vater gründete 1960 die Istanbuler Oper. Als Jugendlicher interessierte er sich vornehmlich für die Bühnenbildnerei und für die Regietätigkeit seines Vaters. Mit sechzehn Jahren verließ er Istanbul und siedelte nach Wien über, wo er die österreichische Staatsbürgerschaft annahm.  
In den Jahren von 1977 bis 1983 studierte Gün an der „Akademie der Bildenden Künste“ in Wien und schloss sein Studium mit dem Magister in Malerei und in Kunstphilosophie ab. Anschließend studierte er von 1982 bis 1984 Astrophysik in Wien, wo 1978 auch seine erste Soloausstellung stattfand. In den darauffolgenden Jahren nahm er an der „Cité International des Arts“ in Paris und am „Berliner Künstler Programm DAAD“ in Berlin teil. Bis 1992 lebte er in New York City, wo er sich vor allem mit Fotografie und Videokunst beschäftigte. Anfang der 1990er Jahre verfasste er Essays über Fotografie, Malerei und Philosophie, u. a. „Salome“, „Essay Hölle“ und „Hot Memories“. Bis 2002 widmete er sich vor allem Videoarbeiten, elektronischen Soundinstallationen und anderen Kunstprojekten in Museen und auf öffentlichen Plätzen, u. a. „Un Hommage à Heiner Müller“, „Martin Heidegger“, „Himmel und Hölle / Heaven and Hell“, „L' avenir dure long temps (Louis Althusser)“, „Fluid-Time-Conversation“, „L'image-mouvement (Gilles Deleuze)“, „The Byzantine“, „Mephisto Walzer“, „Time & Space“, „Video Drawings“ und „The Nothings“.
Nach einer Phase der Neuen Malerei wandte er sich der Videozeichnung und der Videomalerei zu. Seit 2007 konzentrierte er sich vornehmlich auf die Fotografie und schuf die Serien „The Street“ und „A late Evening in the Past“. Seine Fotografien sind Inszenierungen mit Elementen aus dem Theater, der Malerei und der Modewelt, die oftmals den Anschein einer Filmszene machen. Seine Bilder seien wie ein Film, sagt er, doch sie haben nur einen Rahmen. 
Seine Fotografien aus dem Bereich des Stilllebens haben oftmals Aspekte der niederländischen Malerei des 17. und 18. Jahrhunderts. 
Ab 2012/13 wandte er sich erneut intensiv der Malerei zu. 
Seit 1976 lebte er in Istanbul, Wien, New York, Rom, Paris, London und Berlin.
Seine Arbeiten sind in Ausgaben der Zeitschriften Lettre International, Berlin, Art Press, Paris, und Art +Action, New York, veröffentlicht worden. Zu den Publikationen haben Wieland Schmied, Thomas Messer, Christos Joachimides, Edouard Roditi, Joachim Sartorius Einführungstexte geschrieben. 2006 erschien im Verlag Wilfried Dickhoff der Katalog „Upgrade“ mit philosophischen Texten zu Güns floralen Acrylgemälden.

## Sammlungen (Auswahl)
- Solomon R. Guggenheim Museum, New York
- United Nations Center, Wien
- Gemälde und Skulptur Museum, Ankara
- Schering AG, Berlin
- Neve Shalom Synagoge, Jüdisches Zentrum, Istanbul
- Ruhnke Gebäude, Berlin
- Istanbul Modern (Museum Moderner Kunst), Istanbul
- Proje4L/Elgiz Museum of Contemporary Art, Istanbul